# أمبوك دخاني
أمبوك دخاني (الاسم العلمي:Ompok fumidus) هو نوع من الأسماك يتبع جنس الأمبوك من فصيلة السلوريات.